# Генрі Сутер
Генрі Сутер (англ. Henry Suter), народжений як Ганс Гайнріх Зутер (нім. Hans Heinrich Suter; 1841—1918) — новозеландський зоолог, малаколог, палеонтолог.

## Біографія
Народився 9 березня 1841 року в Цюриху (Швейцарія). Був сином успішного підприємця, що займався виробництвом шовку. З дитинства цікавився природною історією. Здобув освіту в місцевій школі та університеті, отримавши освіту аналітичного хіміка. Сутер кілька років займався комерційними справами свого батька.
У 1886 році він зі своєю дружиною та маленькими дітьми емігрував до Нової Зеландії. Майже рік працював дрібним чиновником, згодом отримав посаду в Кентерберійському музеї. Спершу займався сухопутними та прісноводними молюсками Нової Зеландії, згодом почав досліджувати також морські та викопні молюски.
Після швидкоплинної хвороби Генрі Сутер помер у своєму будинку в Крайстчерчі 31 липня 1918 року.

## Вшанування
На честь Сутера названо Oligosoma suteri.